# Pieve di San Lorenzo (Capannori)
La pieve di San Lorenzo è un edificio sacro situato a Segromigno in Monte, nel comune di Capannori, nella provincia di Lucca
.

## Storia e descrizione

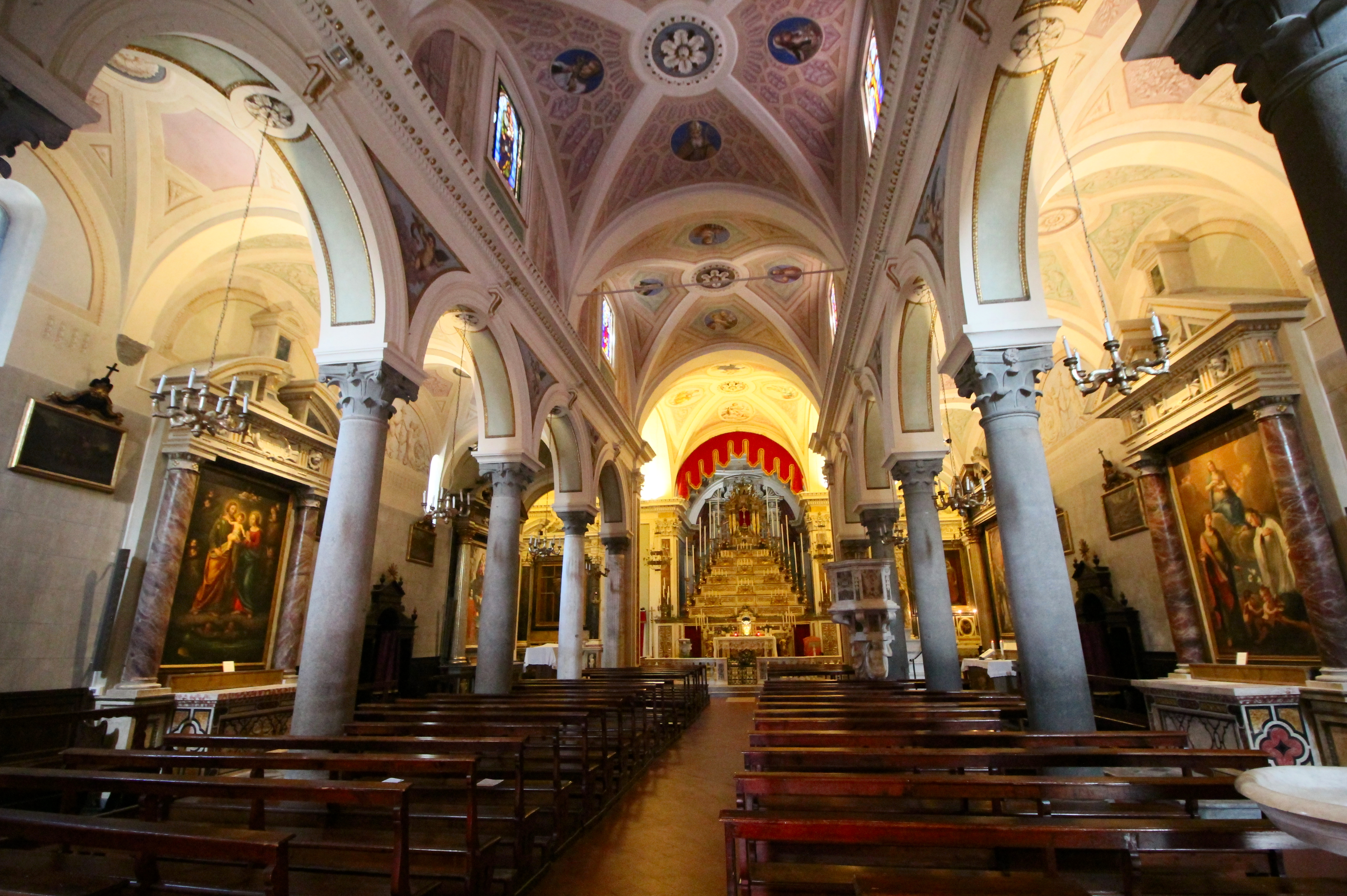
Interno della pieve

Le prime notizie relative alla pieve risalgono all'anno 816 : la troviamo ricordata in un atto di permuta. Qui San Lorenzo non viene chiamata pieve ma semplicemente chiesa; per essere ricordata come pieve si deve attendere l'anno 872. Erano sottoposte a questa pieve, fin dall'anno 988, ben 33 ville (o villaggi), di questi sono giunti fino a noi : Camigliano, San Quirico in Pretorio, Sant'Andrea e San Pietro a Marcigliano. L'impianto odierno, alterato nel XVIII secolo nella zona absidale, può tuttavia essere ricondotto al XII secolo. La zona più significativa dell'edificio, a tre navi divise da colonne, è costituita dalla facciata a doppio spiovente e navata centrale emergente, dalla peculiare impostazione a fasce bicrome. Una soluzione, questa, che documenta l'avvenuta assimilazione delle novità pisane di Buscheto del Duomo di Pisa e, nella libera disposizione delle arcate e nella scelta di un ricco repertorio decorativo, la loro libera fusione con modelli di tradizione lucchese. Nella seconda metà del XV secolo si pose mano all'ampliamento della pieve con l'aggiunta del transetto, i cui muri perimetrali furono terminati nel 1486. A partire dai primi anni del Cinquecento, la chiesa ampliata si arricchisce di opere d'arte. Nel 1502 viene affidato al pittore e scultore Andrea di Pacino Ugolini l'esecuzione di un angelo annunziante a tutto tondo. Questa scultura, assieme a quella della Vergine, vennero poste una di fronte all'altra su alcune mensole alla terza colonna. Il grande quadro di San Lorenzo nel fondo del coro è una copia ottocentesca del dipinto omonimo realizzato da Scaglia nel 1665. Potrebbero essere opera della bottega di Pier Filippo Mannucci sia la tela Madonna con bambino tra San Lorenzo e Santa Teresa che Madonna del Rosario tra San Domenico e Santa Caterina da Siena. I due dipinti raffiguranti uno un santo vescovo e l'altro una santa martire sono documentati come opera del pittore Luca Da Vellano, che nel 1590 ricevette diversi pagamenti per la loro realizzazione. Fra gli anni 1825 - 1837 vennero intrapresi ulteriori lavori di "abbellimento" all'interno della pieve. Dopo il restauro generale del tetto si intervenne sugli stucchi del cornicione e sulla decorazione delle volte. Quelle del transetto furono ridipinte dai pittori Bianchi e Giusti, intorno al 1827, mentre nel 1829 i fratelli Covani e Nicolao Landucci provvedevano alle pitture della navata maggiore, dopo la rimozione di vecchi affreschi danneggiati eseguiti nei primi anni del '500. Alla decorazione parietale lavorarono anche Antonio Marsili e Ignazio Gabrielli da Camaiore, mentre a Luigi Ademollo furono affidati i due grandi quadri sistemati dietro l'altare : San Lorenzo segue al martirio San Sisto e il martirio di San Lorenzo. Nel 1907 vi fu un importante intervento di restauro : sulle pitture scolorite del soffitto della navata centrale e del transetto, il decoratore Coccia dipinse diversi medaglioni contenenti volti di santi, andando a modificare le precedenti pitture murali, che furono ricoperte e stravolte, lasciando spazio a colori più scuri (tendenti al grigio e al nero) e ad un maggiore "affollamento" di forme. Grazie ai restauri terminati nel 2015 e durati quasi dieci anni, le pitture delle volte hanno ritrovato la loro originale armonia cromatica e geometrica, risultando più luminose. Gli interventi del Coccia sono stati quasi interamente rimossi, privilegiando le precedenti pitture murali del Marsili e del Gabrielli. Solo nella navata centrale sono stati lasciati i medaglioni con i santi, di modo che si possano ammirare le diverse maestranze che vi hanno lavorato. Altre importanti opere che si trovano all'interno dell'edificio sono : il Pulpito in marmo, il Tabernacolo di Baccio da Montelupo, e l'Organo del 1771. Il campanile, alto 36 metri, è di antichissima costruzione, e durante i secoli ha necessitato più volte di diversi interventi  per il consolidamento della struttura, che ha dato più volte preoccupazioni riguardo alla sua stabilità. Vi fu un importante restauro nel 1546, mentre nel 1758 fu aggiunto l'orologio (tolto in tempi recenti per le condizioni in cui versava). Al suo interno si trovano quattro grosse campane fuse inizialmente da Luigi Magni di San Quirico di Valleriana nel 1844, successivamente vennero rifuse le campane piccola e mezzanella dalla fonderia Capanni di Castelnovo ne’ Monti (RE) nel 1967 rispettando l’intonazione delle precedenti. Questo campanile è noto in ambito campanario per il tradizionale doppio lucchese “alla Segromigno”, nato su questa torre, in cui le campane suonano seguendo l’accordo “mezzanella, mezzana, piccola, grossa”.